# Roger Payano
Roger Payano (* in New York City, New York) ist ein US-amerikanischer Schauspieler und Filmschaffender.

## Leben
Payano wurde in New York City geboren. Er machte seinen Bachelor of Science in Mechanical Engineering und seinen Master of Science in Industrial Engineering an der Florida Agricultural and Mechanical University. Seine Schauspielausbildung erhielt er an der National Conservatory of Dramatic Arts. Neben Englisch spricht er Spanisch. Sein Filmschauspieldebüt gab er 2006 im Kurzfilm Clandestine, im Folgejahr spielte er im Kurzfilm Feliz cumpleaños mit. 2008 gab er in Prayer Life sein Spielfilmschauspieldebüt. 2009 erhielt er eine Episodenrolle in der Fernsehserie All My Children. 2014 stellte er im Horrorfilm Devil’s Due – Teufelsbrut einen Taxifahrer dar, der für eine Sekte unschuldige Paare entführt. 2015 stellte er in der Fernsehserie Me, You, & Him die Rolle des Ralphie dar. Für die Serie fungierte er außerdem als Drehbuchautor, Regisseur und Produzent. 2022 stellte er in der Filmproduktion Samaritan die Rolle des Pete dar. 2024 wirkte er in drei Episoden der Miniserie Nach dem Attentat als Oswell Swann mit und war im selben Jahr im Film Brothers zu sehen.
Als Theaterschauspieler wirkte er unter anderen in Othello in der titelgebenden Hauptrolle mit und trat auch im Stück A Midsummer Night’s Dream jeweils am Synetic Theatre auf.

## Filmografie (Auswahl)

### Schauspiel
- 2006: Clandestine (Kurzfilm)
- 2007: Feliz cumpleaños (Kurzfilm)
- 2008: Prayer Life
- 2008: Aduri
- 2008: Jazz in the Diamond District
- 2009: All My Children (Fernsehserie, Episode 1x10145)
- 2009: The Stalker Within
- 2010: Amazon Women (Kurzfilm)
- 2011: He Who Finds a Wife 2: Thou Shall Not Covet
- 2011: Frienemies (Kurzfilm)
- 2011: Queen of Media
- 2012: Dysfunctional Friends
- 2013: The Secret Life of the American Teenager (Fernsehserie, Episode 5x23)
- 2013: Heartbreak (Fernsehserie, 3 Episoden)
- 2013: Morgan (Fernsehserie, Episode 1x01)
- 2014: Devil’s Due – Teufelsbrut (Devil’s Due)
- 2014: The Value of Ex (Fernsehserie, 3 Episoden)
- 2014: Vice Versa (Kurzfilm)
- 2015: Hit Team
- 2015: Replay (Kurzfilm)
- 2015: Me, You, & Him (Fernsehserie, 8 Episoden)
- 2016: Celia (Fernsehserie, Episode 1x62)
- 2016: Again (Kurzfilm)
- 2017: Dating & Waiting (Kurzfilm)
- 2019: Stuber – 5 Sterne Undercover (Stuber)
- 2019: Susi und Strolch (Lady and the Tramp)
- 2019: Unspeakable Indiscretions
- 2020: P-Valley (Fernsehserie, 2 Episoden)
- 2020: It Hits You When You Know It
- 2022: Samaritan
- 2024: Nach dem Attentat (Manhunt, Miniserie, 3 Episoden)
- 2024: Brothers

### Filmschaffender
- 2007: Feliz cumpleaños (Kurzfilm; Drehbuch, Produktion)
- 2015: Replay (Kurzfilm; Drehbuch, Regie, Produktion)
- 2015: Me, You, & Him (Fernsehserie; Drehbuch und Produktion, 8 Episoden; Regie, 6 Episoden)

## Theater (Auswahl)
- PUSH, Victory Theater/VCE Production
- A Fight For Love, Pasadena Playhouse
- Blues for an Alabama Sky, African Continuum Theatre
- Othello, Synetic Theater
- Mauritius, 1st Stage Theatre
- Dracula, Synetic Theatre
- Late Blommers & Glory Days, Actors Repertory Theatre
- Missing Pages, Capital Fringe Festival
- A Midsummer Night's Dream, Synetic Theatre
- Cupid & Physic, Hub Theatre
- Holes, Adventure Theatre
- Never Ending Story, Imagination Stage
- Carmen (Prosper Merimee), Synetic Theatre
- Looking for Roberto Clemente, Imagination Stage
- The Hostage, Keegan Theatre
- 13 Beers & a Power Bar, Actors Repertory Theatre
- Twelfth Night, Actors Repertory Theatre
- The Real Inspector Hound, Actors Repertory Theatre
- Antigone, Actors Repertory Theatre
- Buried Child, Conservatory of Dramatic Arts
- Ghosts, Conservatory of Dramatic Arts